# ني بيراموس (كافالا)
ني بيراموس (Νέα Πέραμος) هي مدينة في كافالا في مقاطعة فوريا إلادا في اليونان.